# رودجرز غرانت
رودجرز غرانت (بالإنجليزية: Rodgers Grant)‏ هو كاتب أغاني وعازف جاز وملحن وعازف بيانو أمريكي، ولد في 18 يناير 1936 في نيويورك في الولايات المتحدة، وتوفي في 12 أبريل 2012 في ديفايانس في الولايات المتحدة بسبب سرطان.

## وصلات خارجية
- رودجرز غرانت على موقع ميوزك برينز (الإنجليزية)
- رودجرز غرانت على موقع ميوزك برينز (الإنجليزية)
- رودجرز غرانت على موقع أول ميوزيك (الإنجليزية)
- رودجرز غرانت على موقع ديسكوغز (الإنجليزية)
- رودجرز غرانت على موقع ديسكوغز (الإنجليزية)